# Помпоний Бас (консул 211 г.)
Вижте пояснителната страница за други личности с името Помпоний Бас.
Помпоний Бас (на латински: Pomponius Bassus; * 175, † 221 г.) e политик и сенатор на Римската империя през началото на 3 век по времето на император Септимий Север.

## Биография
Произлиза от фамилията Помпонии. Той е син на Гай Помпоний Бас Теренциан (суфектконсул 193 г.).
През 211 г. Бас е консул заедно с Хедий Лолиан Теренций Гентиан. Между 212 и 217 г. той е легат на Мизия (Долна или Горна).
Бас е женен за Ания Фаустина, правнучка на Марк Аврелий и Фаустина Млада. Баща е на Помпония Умидия (* 119 г.) и Помпоний Бас (* 220 г.). Император Елагабал пожелава Фаустина да стане негова жена и заповядва екзекуцията на Бас през 221 г.